# トーメンデバイス
株式会社トーメンデバイス（英: TOMEN DEVICES CORPORATION）は、東京都中央区に本社を置く豊田通商の連結子会社であり、サムスン電子の日本における販売代理店である。

## 概要
1992年、トーメン（現・豊田通商）、トーメンエレクトロニクス（現・ネクスティ エレクトロニクス）、サムスン電子ジャパン（現・日本サムスン）の共同出資により設立。関連会社のネクスティ エレクトロニクスが複数の外国製半導体を取り扱うのに対し、トーメンデバイスはサムスングループ製半導体および電子部品を専門に取り扱っている。

## 沿革
- 1987年（昭和62年） - トーメンエレクトロニクスがサムスン電子ジャパン（現・日本サムスン）と半導体特約店契約を締結。
- 1992年（平成4年）3月19日 - トーメンエレクトロニクスの半導体部門の一部を分離し設立[1]。
- 2002年（平成14年）6月 - ジャスダックへ株式を上場[1]。
- 2004年（平成16年）3月 - 東京証券取引所市場第二部に上場[1]。
- 2005年（平成17年）3月 - 東京証券取引所市場第一部に指定替え[1]。
- 2018年（平成30年）10月 - 丸文セミコンの営む日本サムスンの販売特約店事業を譲受[3][4]。

## 事業所
- 本社（東京都中央区）
- 大阪営業所（大阪府大阪市中央区）
- 名古屋営業所（愛知県名古屋市中区）

## 関連会社
- 豊田通商株式会社
- 株式会社ネクスティ エレクトロニクス
- 日本サムスン株式会社

## 連結子会社
- 上海東棉半導体有限公司（中国上海市）
- ATMD (Hong Kong) Limited（香港）
- ATMD Electronics (Shanghai) Limited
- ATMD Electronics (Shenzhen) Limited